# Syndocosia ekoicola
Syndocosia ekoicola är en tvåvingeart som beskrevs av Vaisanen 1982. Syndocosia ekoicola ingår i släktet Syndocosia och familjen svampmyggor.
Artens utbredningsområde är Nigeria. Inga underarter finns listade i Catalogue of Life.